# Plasticiens
Les Plasticiens (die „Plastizisten“) waren eine kanadische Künstlergruppe, die Mitte der 1950er Jahre in Québec entstand. Sie wandten sich von der gestischen Abstraktion der Automatistes (die „Automatisten“) ab und entwickelten einen streng geometrischen Ansatz in der Malerei.

## Geschichte
1954 prägte der Kritiker und Maler Rodolphe de Repentigny, bekannt unter dem Pseudonym Jauran, den Begriff „Les Plasticiens“ für eine Gruppe junger Künstler, die sich auf die abstrakten Qualitäten der Malerei konzentrierten. Diese Künstler betonten die Bedeutung von Farbe, Linie und Kontrast und lehnten Surrealismus und Automatismus ab. 
1955 veröffentlichten de Repentigny, Louis Belzile, Jean-Paul Jérôme und Fernand Toupin das „Manifeste des plasticiens“. Dieses Manifest forderte die Künstler auf, dem Beispiel von Piet Mondrian zu folgen und die Malerei zu objektivieren, anstatt Gegenstände darzustellen. Einige Künstler wie Toupin gestalteten ihre Leinwände in geometrischen Formen, um sie zu autonomen Objekten zu machen.
Der Einfluss der Plasticiens blieb in der Kunstszene Québecs bis in die 1960er Jahre stark. Künstler wie Guido Molinari, Claude Tousignant, Yves Gaucher und Charles Gagnon trugen zur Weiterentwicklung der geometrischen Abstraktion bei und beeinflussten die nachfolgenden Künstlergenerationen. 

## Werke
Die Plasticiens zeichnen sich durch die Betonung der zweidimensionalen Fläche, geometrische Formen und eine kontrollierte Farbpalette aus. Sie strebten nach einer objektiven, von subjektiven Emotionen freien Darstellung und vertraten eine strenge Komposition, die auf den formalen Elementen der Malerei basierte.